# Іштван Чукаш
Чукаш Іштван (угор. Csukás István; 2 квітня 1936 — 24 лютого 2020) — угорський поет, письменник, лаурет премії ім. Лайоша Кошута.

## Життєпис
Народився 1936 р. у с. Кішуйсаллаш в родині місцевого коваля. За походженням яс.
В дитинстві хотів стати скрипалем. Літературі явився із поезій, але з початку 1960-х рр. окремо почав писати прозу для дітей.
Автор понад 100 дитячих книжок, більшість з яких перекладено різними мовами. Його казкові герої безсмертні — Мірр-Мурр, Пом-Пом, дракончик Сюсю стали невмирущими.

## Визнання
1975 — премія за найкращий фільм у категорії дитячого кіно на Голівудському кінофестивалі.
2015 — лауреат премії ім. Ерне Сер за розробку театральних міфів (відзначає авторів й інших осіб, які справили значущий вплив на молодих діячів культури театральної сфери, приурочена до дня угорської драми).
Його іменем назвали премію угорської літератури.